# David Clayton (Spezialeffektkünstler)
David Clayton (* in Brisbane, Queensland) ist ein australischer Filmtechniker, der sich auf visuelle Effekte spezialisiert hat.

## Leben
Clayton studierte an der Queensland University of Technology. Seine erste Arbeit bei Peter Jacksons Firma Weta Digital war seine Tätigkeit beim Film Der Herr der Ringe: Die Rückkehr des Königs, welcher 2004 elf Oscars erhielt und gleichzeitig seine erste Zusammenarbeit mit Jackson darstellt. Claytons persönlich bisher größte Erfolge waren die Oscarnominierungen für Der Hobbit: Eine unerwartete Reise und Der Hobbit: Smaugs Einöde, die jeweils die dritte und vierte Zusammenarbeit mit Jackson sind.
Clayton ist verheiratet und Vater zweier Töchter.

## Filmografie (Auswahl)
- 2003: Der Herr der Ringe: Die Rückkehr des Königs (The Lord of the Rings: The Return of the King)
- 2004: I, Robot
- 2005: King Kong
- 2006: X-Men: Der letzte Widerstand (X-Men: The Last Stand)
- 2006: Eragon – Das Vermächtnis der Drachenreiter (Eragon)
- 2009: Avatar – Aufbruch nach Pandora (Avatar)
- 2012: Premium Rush
- 2012: Der Hobbit: Eine unerwartete Reise (The Hobbit: An Unexpected Journey)
- 2013: Der Hobbit: Smaugs Einöde (The Hobbit: The Desolation of Smaug)
- 2014: Der Hobbit: Die Schlacht der Fünf Heere (The Hobbit: The Battle of the Five Armies)
- 2015: Krampus
- 2017: Guardians of the Galaxy Vol. 2
- 2018: Rampage – Big Meets Bigger (Rampage)
- 2021: Godzilla vs. Kong
- 2021: The Tomorrow War
- 2024: Better Man – Die Robbie Williams Story (Better Man)

## Auszeichnungen
- 2013: Saturn Award: Nominierung in der Kategorie Beste Spezialeffekte für Der Hobbit: Eine unerwartete Reise
- 2013: Visual Effects Society Award: Nominierung in der Kategorie Bester animierter Charakter in einem Live-Action Film für Der Hobbit: Eine unerwartete Reise (für den Goblin-König)
- 2013: BAFTA Award: Nominierung in der Kategorie Beste visuelle Effekte für Der Hobbit: Eine nerwartete Reise
- 2013: Oscar: Nominierung in der Kategorie Beste visuelle Effekte für Der Hobbit: Eine nerwartete Reise
- 2014: Saturn Award: Nominierung in der Kategorie Beste Spezialeffekte für Der Hobbit: Smaugs Einöde
- 2014: Annie Award: Nominierung in der Kategorie Bester animierter Charakter in einem Live-Action Film für Der Hobbit: Eine nerwartete Reise (für den Goblin-König)
- 2014: Visual Effects Society Award: Nominierung in der Kategorie Beste visuelle Effekte in einem Film für Der Hobbit: Smaugs Einöde
- 2014: Visual Effects Society Award in der Kategorie Bester animierter Charakter in einem Live-Action Film für Der Hobbit: Smaugs Einöde (für Smaug)
- 2014: BAFTA Award: Nominierung in der Kategorie Beste visuelle Effekte für Der Hobbit: Smaugs Einöde
- 2014: Oscar: Nominierung in der Kategorie Beste visuelle Effekte für Der Hobbit: Smaugs Einöde
- 2015: Saturn Award: Nominierung in der Kategorie Beste Spezialeffekte für Der Hobbit: Die Schlacht der Fünf Heere
- 2015: BAFTA Award: Nominierung in der Kategorie Beste visuelle Effekte für Der Hobbit: Die Schlacht der Fünf Heere
- 2015: Annie Award: Nominierung in der Kategorie Bester animierter Charakter in einem Live-Action Film für Der Hobbit: Smaugs Einöde
- 2016: Annie Award: Nominierung in der Kategorie Bester animierter Charakter in einem Live-Action Film für Der Hobbit: Die Schlacht der Fünf Heere (für Smaug)
- 2016: Annie Award: Nominierung in der Kategorie Bester animierter Charakter in einem Live-Action Film für The Tomorrow War
- 2025: BAFTA Award: Nominierung in der Kategorie Beste visuelle Effekte für Better Man – Die Robbie Williams Story
- 2025: Oscar: Nominierung in der Kategorie Beste visuelle Effekte für Better Man – Die Robbie Williams Story